# Ilyobates mech
Ilyobates mech – gatunek chrząszcza z rodziny kusakowatych i podrodziny rydzenic. Zamieszkuje góry Europy.

## Taksonomia
Gatunek ten opisany został po raz pierwszy w 1848 roku przez Flaminia Baudiego di Selve pod nazwą Calodera mech.

## Morfologia
Chrząszcz o wydłużonym ciele. Ubarwienie ma brązowoczerwone z rozjaśnionymi nasadami czułków i tylnymi krawędziami tergitów odwłoka oraz z jasnordzawoczerwonymi odnóżami, aczkolwiek zdarzają się okazy ciemniejsze. Głowa jest bardzo grubo punktowana, o wyłupiastych oczach i znacznie od nich dłuższych skroniach. Przedplecze jest szersze od głowy, matowe wskutek grubego, przynajmniej w jego części środkowej wzdłużnie marszczonego punktowania. Włoski na bokach przedplecza układają się poprzecznie. Poprzeczne bruzdy u podstawy tergitów odwłokowych od trzeciego do szóstego opatrzone są wyraźnymi, długimi kilami. Edeagus cechuje się wyraźnie w widoku bocznym zakrzywionym, silniej niż u innych środkowoeuropejskich drałunów odciętym o części bocznych wyrostkiem wentralnym płata środkowego oraz wyposażonym u szczytu w duży element zesklerotyzowany endofallusem. Genitalia samicy cechują się mniej lub bardziej esowato wygiętą spermateką.

## Ekologia i występowanie
Owad górski, dochodzący do piętra subalpejskiego. Bytuje głównie w głębokich warstwach ściółki złożonej z gnijących liści bukowych.
Gatunek palearktyczny, rozmieszczony w Alpach, Karpatach, Kaukazie oraz górach Korsyki i Sardynii. W Europie znany z Francji, Niemiec, Szwajcarii, Austrii, Włoch, Polski, Słowacji, Węgier, Rumunii, Słowenii i Chorwacji. Na terenie Polski odnaleziony tylko w Bieszczadach i okolicach Przemyśla. Na „Czerwonej liście gatunków zagrożonych Republiki Czeskiej” umieszczony jest jako gatunek krytycznie zagrożony wymarciem (CR).